# Narasimha
Pour les articles homonymes, voir Narasimha (homonymie).

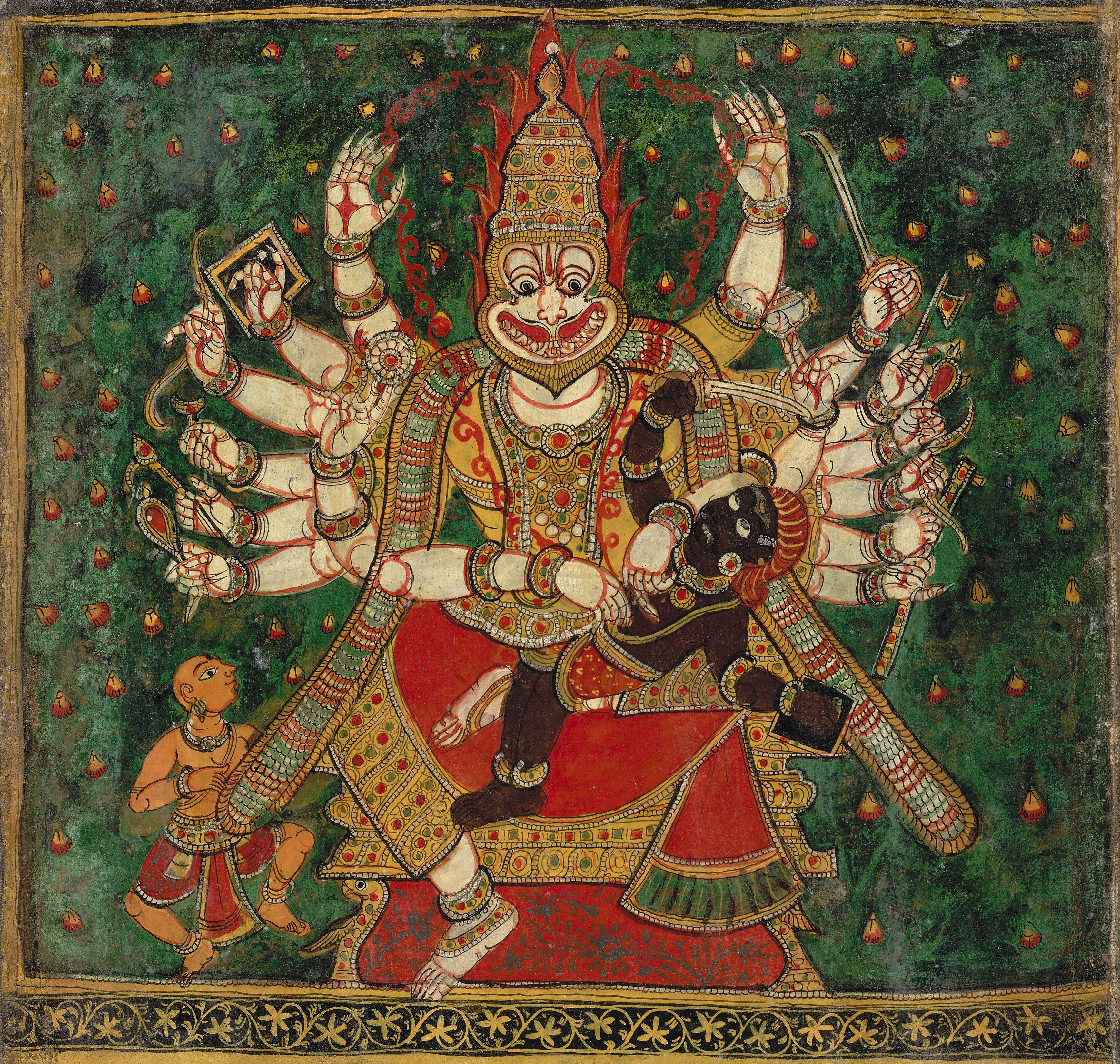
Narasimha tuant Hiranyakashipu, XVIIIe siècle. Peinture à l'huile copiée de fresques d'un temple de Madurai.

Narasimha (sanskrit : नरसिंह) est le quatrième avatar de Vishnou, mi-homme, mi-lion, .
Vishnou prit cette forme pour vaincre le démon Hiranyakashipu qui, à la suite de grandes ascèses, avait obtenu de Brahmâ de ne pouvoir être tué ni par un homme, ni par un dieu, ni par un animal, ni à l'extérieur, ni à l'intérieur, ni au sol, ni en l'air, ni le jour ni la nuit. Sous sa forme composite, Narasimha — Vishnou ni homme ni animal, mais mi-homme mi-animal — le tua en le saisissant au seuil d'une porte (ni à l'intérieur, ni à l'extérieur), au crépuscule (ni le jour ni la nuit) et en le maintenant sur son genou (afin qu'il ne soit ni au sol, ni dans les airs) pour enfin l'étriper, car le démon orgueilleux mettait en doute la puissance de Vishnou. En effet, Hiranyakashipu avait un fils, Prahlada, qui était un fervent dévot de Vishnou ; son père s'efforçait en vain de l'arracher à ce culte : Prahlada ne cédait pas aux menaces de son père démoniaque. Hiranyakashipu, irrité, ordonna de conduire son fils au supplice ; mais Vishnou sortit d'une colonne du palais sous la forme de Narasimha, et tua son adversaire  qui semblait pourtant hors d'atteinte : il ne pouvait être détruit ni par le feu, ni par une arme, ni par un animal, ni par un homme, ni par un dieu, ni le jour, ni la nuit, etc. C'est pourquoi Narasimha apparut sous la forme à la fois divine et animale et déchira les entrailles de son adversaire placé sur sa cuisse, de ses griffes acérées, au crépuscule ...
Lorsque Prâhlada était encore dans le ventre de sa mère, on demanda à ce qu'elle avorte de l'enfant du fait de la nature démoniaque de son père tyrannique, mais le roi des dieux, Indra, tenu aux avortements et aux engendrements, refusa.
On trouve une iconographie de Narasimha au temple de Vithala à Vijayanagara près d'Hampi, son histoire s'y déroule en suivant pilier après pilier.